# Ufotable
Ufotable, Inc. (ユーフォーテーブル有限会社, Yūfōtēburu yūgen-gaisha) és un estudi d'animació japonès amb seu a Nakano, Prefectura de Tòquio, Japó fundada l'octubre del 2000. Es va fundar l'octubre de 2000 i és més conegut per adaptar obres del desenvolupador de jocs Type-Moon, com ara la sèrie de pel·lícules Kara no Kyōkai - The Garden of Sinners i diversos spin-offs de Fate.

## Produccions
Produccions d'Ufotable.

### Sèries de TV
| Títol                                               | Any d'Estrena | Episodis | Nota                                              |
| --------------------------------------------------- | ------------- | -------- | ------------------------------------------------- |
| Weiß Kreuz Glühen                                   | 2002          | 13       |                                                   |
| Sumeba Miyako no Cosmos-sou Suttoko Taisen Dokkoida | 2003          | 12       |                                                   |
| 2 × 2 = Shinobuden                                  | 2004          | 12       |                                                   |
| Futakoi Alternative                                 | 2005          | 13       | Coproducció al costat de Feel & Studio Flag.      |
| Coyote Ragtime Xou                                  | 2006          | 12       |                                                   |
| Gakuen Utopia Manabi Straight!                      | 2007          | 12       |                                                   |
| Fate/Zero                                           | 2011          | 13       |                                                   |
| <i id="mwSA">Fate/Zero 2</i>                        | 2012          | 12       | Seqüela de Fate/Zero                              |
| Fate/stay night: Unlimited Blade Works              | 2014          | 12       |                                                   |
| Fate/stay night: Unlimited Blade Works 2nd Season   | 2015          | 13       | Seqüela de Fate/stay night: Unlimited Blade Works |
| God Eater                                           | 2015          | 13       |                                                   |
| Tales of Zestiria the Cross                         | 2016          | 12       |                                                   |
| Tales of Zestiria the Cross 2nd Season              | 2017          | 13       | Seqüela de Tales of Zestiria the Cross            |
| Katsugeki/Touken Ranbu                              | 2017          | 13       |                                                   |
| Kimetsu no Yaiba                                    | 2019          | 26       |                                                   |

### OVAs/ONAs
| Títol                                                                         | Any d'Estrena | Episodis | Nota                                                                                 |
| ----------------------------------------------------------------------------- | ------------- | -------- | ------------------------------------------------------------------------------------ |
| Aoi Umi no Tristia                                                            | 2004          | 2        |                                                                                      |
| Tales of Symphonia The Animation: Kratos-sensei no Private Lesson             | 2007          | 1        | Episodi especial inclòs en el primer volum del DVD                                   |
| Tales of Symphonia The Animation: Sylvarant-hen                               | 2007          | 4        |                                                                                      |
| Gakuen Utopia Manabi Straight!                                                | 2007          | 1        |                                                                                      |
| Tales of Symphonia The Animation: Kaette Kita Kratos-sensei no Private Lesson | 2008          | 1        | Seqüela de Tales of Symphonia The Animation: Kratos-sensei no Private Lesson         |
| God Eater Prologue                                                            | 2009          | 1        |                                                                                      |
| Toriko OVA                                                                    | 2009          | 1        | Especial mostrat en el Jump Super Animi Tour en 2009.                                |
| Yawarakame♥                                                                   | 2009          | 26       |                                                                                      |
| Tales of Symphonia The Animation: Tethe'alla-hen                              | 2010          | 4        | Seqüela de Tales of Symphonia The Animation: Sekai Tougou-hen                        |
| Tales of Symphonia: The Animation Tethe'alla Specials                         | 2010          | 4        |                                                                                      |
| Animi Tenchou x Touhou Project                                                | 2010          | 1        |                                                                                      |
| Yuri Seijin Naoko-sant                                                        | 2010          | 1        |                                                                                      |
| Kara no Kyoukai Epilogui                                                      | 2011          | 1        |                                                                                      |
| Tales of Symphonia The Animation: Sekai Tougou-hen                            | 2011          | 3        | Seqüela de Tales of Symphonia The Animation: Tethe'alla-hen                          |
| <i id="mw5g">Tales of Symphonia The Animation: Sekai Tougou-hen Specials</i>  | 2011          | 3        |                                                                                      |
| Minori Scramble!                                                              | 2012          | 1        |                                                                                      |
| Gyo                                                                           | 2012          | 1        |                                                                                      |
| Fate/Zero: Onegai! Einzbern Soudanshitsu                                      | 2012          | 6        |                                                                                      |
| Fate/Zero Remix                                                               | 2012          | 2        |                                                                                      |
| Kara no Kyoukai: Mirai Fukuin - Extra Chorus                                  | 2013          | 1        |                                                                                      |
| Majokko Shimai no Yoyo to Nen Movie Extra: Hatsukoi - Mikako Komatsu          | 2014          | 1        | Un vídeo musical animat inclòs en el Blu-ray / DVD de Majokko Shimai no Yoyo to Nen. |
| Fate/stay night: Unlimited Blade Works Prologue                               | 2014          | 1        |                                                                                      |
| Tales of Zestiria: Doushi no Yoake                                            | 2014          | 1        |                                                                                      |
| Fate/stay night: Unlimited Blade Works 2nd Season - Sunny Day                 | 2015          | 1        |                                                                                      |
| Tales of Zestiria the Cross: Saiyaku no Jidai                                 | 2016          | 1        |                                                                                      |
| Fate/Grand Order: Himuro no Tenchi - 7-nin no Saikyou Ijin-hen                | 2017          | 1        |                                                                                      |
| Emiya-sant Chi no Kyō no Gohan                                                | 2018          | 13       |                                                                                      |
| God Eater 3                                                                   | 2018          | 1        |                                                                                      |

### Pel·lícules anime
| Títol                                                        | Estrena   | Nota |
| ------------------------------------------------------------ | --------- | --- |
| Sèrie de pel·lícules Kara no Kyōkai(El jardí dels pecadores) | 2007-2013 | - Overlooking View (2007) - A Study in Murder - Part 1 (2007) - Remaining Sense Of Pain (2008) - The Hollow Shrine (2008) - Paradox Spiral (2008) - Oblivion Recording (2008) - Gate Of Seventh Heaven (2009) - A Study in Murder - Part 2 (2009) - Future Gospel (2013) |
| Tsuki no Sango                                               | 2010      | |
| Sakura no Ondo                                               | 2011      | Coproducció al costat de GONZO |
| Majocco Shimai no Yoyo to Nen                                | 2013      | |
| Fate/stay night Movie: Heaven's Feel - I. Presage Flower     | 2017      | |
| Fate/stay night Movie: Heaven's Feel - II. Lost Butterfly    | 2019      | Seqüela de Fate/stay night Movie: Heaven's Feel - I. Presage Flower |
| Fate/stay night Movie: Heaven's Feel - III. Spring Song      | 2020      | Seqüela de Fate/stay night Movie: Heaven's Feel - II. Lost Butterfly |
| Kimetsu no Yaiba Movie: Mugen Ressha-hen                     | 2020      | Seqüela de Kimetsu no Yaiba. |

### Videojocs
- Gods Eater Burst (2010)
- Black Rock Shooter: The Game (2011)
- Tales of Xillia (2011)
- Tales of Xillia 2 (2012)
- Fate/Stay Night Réalta Nua (2012)
- Summon Night 5 (2013)
- God Eater 2 (2013)
- Natural Doctrine (2014)
- Fate/Hollow Ataraxia (2015)
- Tales of Zestiria (2015)
- Tales of Berseria (TBA)
- Code Vein (2019)
- Tales of Arise (2020)

### Futurs Treballs
- Girls' Work (TBA)